# El Nahuel Huapi y su región
El Nahuel Huapi y su región es un cortometraje documental argentino en blanco y negro dirigido por Emilio W. Werner sobre su propio guion que se estrenó en 1937 y que tuvo como protagonista a Tilda Thamar. El filme refleja las bellezas naturales de una región que para esa fecha se encontraba muy poco poblada.

## Reparto
- Tilda Thamar